# 南斯拉夫裔美国人
南斯拉夫裔美国人（Yugoslav Americans）是具有全部或部分南斯拉夫血统的美国人。在2016年的美國社区调查中，有約276,360位美國人表示自己是南斯拉夫裔，比2000年人口普查时的約328,000人减少了16%。
由于定义和识别的冲突，起源于前南斯拉夫的美国人总人数不详。按降序排列，按2016年美国社区调查为数据：
| 族裔群体           | 数目    |
| ------------------ | ------- |
| 克罗地亚裔美国人   | 410,003 |
| 南斯拉夫裔美国人   | 276,360 |
| 塞尔维亚裔美国人   | 189,425 |
| 斯洛文尼亚裔美国人 | 172,511 |
| 波斯尼亚裔美国人   | 不详    |
| 马其顿裔美国人     | 57,221  |
| 黑山裔美国人       | 不详    |
| 科索沃裔美国人     | 不详    |